# Chiesa di Santa Croce (Aosta)
La chiesa di Santa Croce (in francese, Église Sainte-Croix), di Aosta si trova nel centro storico della città, in via Édouard Aubert, in prossimità dell'intersezione con via Torre del lebbroso e via Marché-Vaudan.

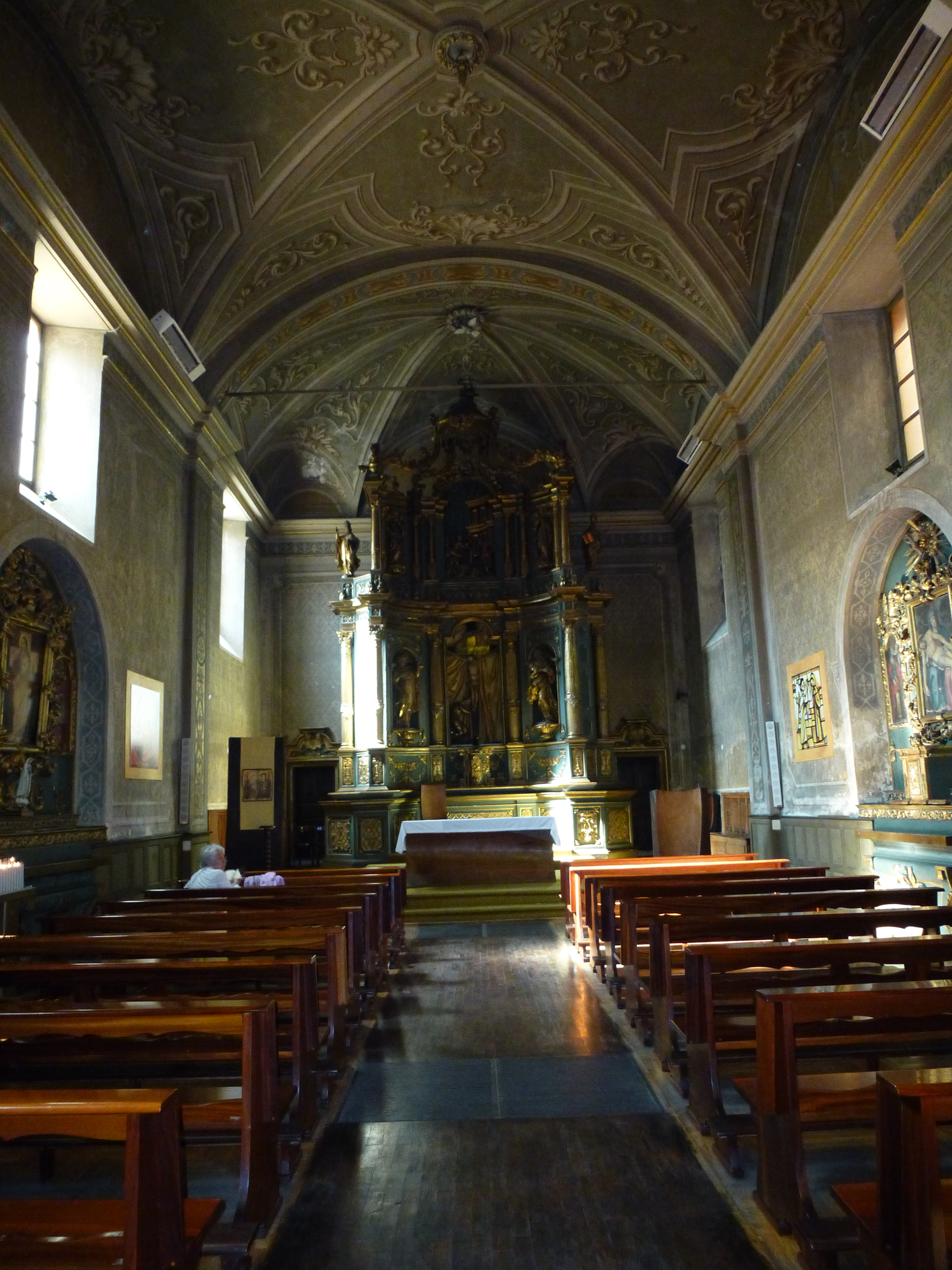
L'interno

Edificata nel 1682, è caratterizzata all'interno dal pregevole altare barocco di stile valsesiano ed all'esterno dalla facciata a trompe-l'œil, in cui campeggia un affresco raffigurante la leggenda del Ritrovamento della Vera Croce da parte di sant'Elena (madre dell'imperatore Costantino I).
All'interno sono conservati arredi del XVII, XVIII e XIX secolo.
È luogo di concerti.